# Resolució 1373 del Consell de Seguretat de les Nacions Unides
La Resolució 1373 del Consell de Seguretat de les Nacions Unides, adoptada per unanimitat el 28 de setembre de 2001, és una mesura contraterrorista aprovada després dels atemptats de l'11 de setembre de 2001 als Estats Units. La resolució es va adoptar sota el Capítol VII de la Carta de les Nacions Unides i, per tant, és vinculant per a tots els estats membres de l'ONU.
Segons el registre oficial de la reunió, la reunió es va convocar a les 9:55 pm i es va suspendre a les 10:00 pm. La reunió de cinc minuts va exemplificar el mètode de treball del Consell de Seguretat, en la qual la reunió només serveix com a anunci públic d'una decisió que ja s'ha aconseguit en secret a "consultes informals)."

## Objectius de la resolució
La resolució pretén obstaculitzar els grups terroristes de diverses maneres. Va recordar les disposicions de les resolucions 1189 (1998), 1269 (1999) i 1368 (2001) sobre el terrorisme. S'ha animat als Estats membres a compartir la seva intel·ligència sobre grups terroristes per tal d'ajudar a combatre el terrorisme internacional. La resolució també demana que totes les seves lleis nacionals puguin ratificar totes les Convencions internacionals sobre terrorisme existents. Es diu que tots els Estats "també haurien d'assegurar-se que els actes terroristes s'establissin com a delictes greus en les lleis i regulacions internes i que la gravetat d'aquests actes es reflecteix degudament en les sentències".
La resolució va establir el Comitè Contra el Terrorisme del Consell de Seguretat de les Nacions Unides (CTC) per controlar el compliment de les seves disposicions pels estats.
També va intentar restringir la llei d'immigració, afirmant que "abans de concedir l'estatut de refugiat, tots els estats haurien de prendre les mesures apropiades per assegurar que ela sol·licitants d'asil no havia planificat, facilitat o va participar en actes terroristes. A més, els Estats haurien d'assegurar-se que l'estatut de refugiat no fos abusat pels autors, organitzadors o facilitadors d'actes terroristes i que no es reconeixeiren reclamacions de motivació política com a motiu per denegar les sol·licituds d'extradició de presumptes terroristes."
No obstant això, la resolució no va poder definir "terrorisme" i el grup de treball inicialment només va afegir Al-Qaeda i el règim talibà de l'Afganistan a la llista de sancions. Això també comportava la possibilitat que els règims autoritaris poguessin etiquetar fins i tot les activitats no violentes com a actes terroristes, infringint així els drets humans bàsics.

## Resolució 1456 (2003)
L'absència de qualsevol referència específica a les consideracions relatives als drets humans es va solucionar en part mitjançant la Resolució 1456 (2003) que va declarar que "els Estats han d'assegurar que qualsevol mesura adoptada per combatre el terrorisme compleixi amb totes les seves obligacions en virtut del dret internacional i hauria d'adoptar aquestes mesures d'acord amb el dret internacional, en particular, els drets humans internacionals, els refugiats i el dret humanitari."

## Resolució 1566
La Resolució 1566 del Consell de Seguretat de les Nacions Unides va recollir algunes finalitats de la 1373 a partir de la descripció del que veu el Consell de Seguretat com a terrorisme:
| « | actes delictius, fins i tot contra civils, comesos amb la intenció de causar la mort o greus lesions corporals o la presa d'ostatges, amb la finalitat de provocar un estat de terror al públic en general o a un grup de persones o persones particulars, intimidar una població o obligar un govern o una organització internacional a fer o abstenir-se de fer qualsevol acte. | » |

Encara que aquesta definició té efectes operatius a efectes de l'acció del Consell de Seguretat, no representa una definició de "terrorisme" que vinculi tots els estats en el dret internacional. Aquesta és una tasca que només es pot aconseguir a través d'un acord internacional que es troba sota els auspicis de l'Assemblea General de les Nacions Unides. Les negociacions per acordar-ho són contínues, i existeix una Convenció Integral en forma de projecte, tot i que l'acord sobre els seus termes exactes, sobretot la definició de "terrorisme", continua sent elusiva.
La resolució 1566 també va demanar la creació d'un grup de treball que ampliarà la llista d'entitats terroristes sancionades més enllà dels talibans i Al-Qaeda.

## Implementació nacional
La majoria dels estats van complir la resolució, amb una gran voluntat (Mèxic i Veneçuela en foren bastant reticent, especialment pel que fa a la congelació d'actius de persones o grups que no tenien evidència de participació en el terrorisme), però només alguns d'ells ho van fer explícitament fent referència a la resolució de l'ONU.
Rússia va implementar la resolució amb gran disposició: el president de Rússia Vladímir Putin va traduir la resolució al rus i la va aprovar com a llei nacional abans del 10 de gener de 2002 en el Decret del President de la Federació de Rússia n. 6 sobre les mesures cap a l'aplicació de la resolució 1373 del Consell de Seguretat de les Nacions Unides.
L'1 d'abril de 2014, el Govern de Sri Lanka va signar un decret que designa a 16 organitzacions que actuen com a fronts terroristes en el sòl estranger i congelant tots els actius i recursos econòmics d'aquests, utilitzant aquesta resolució.

## Informe del CTC de 2008
Les recomanacions de l'informe del Comitè contra el terrorisme de 2008 incloïa mesures creixents relatives a la immigració il·legal (considerades, sense proves, com un greu risc per a la seguretat), així com:
- "Promoure la coordinació interinstitucional i l'intercanvi d'informació contra el terrorisme a nivell nacional, regional i internacional";
- "Encoratjar els Estats a establir unitats de lluita contra el terrorisme dedicades i permanents, amb l'assistència d'experts que han estat sotmesos a diverses institucions especialitzades, en àmbits com el dret penal, el contrafinançament del terrorisme i el control de fronteres";
- "Fomentar una major cooperació amb INTERPOL i una major utilització dels seus recursos i bases de dades, com ara notícies roges i llistes de buscats" (Interpol va crear el 2002 la Llista de Terroristes Buscats per la Interpol).

## Crítica
El professor de dret públic de la Universitat d'Oxford Stefan Talmon va afirmar que aquesta resolució és un exemple del Consell de Seguretat de les Nacions Unides que s'inverteix en la legislació legislativa després dels atemptats terroristes del l'11 de setembre quan el seu paper és aplicar i interpretar el dret internacional.